# 名流
名流本來是指「名士」一類的人物，即「名士之流」，其中女性一般稱為名媛。

## 描述
《后汉书·〈方术传〉论》：“汉世之所谓名士者，其风流可知矣。虽弛张趣舍，时有未纯，于刻情修容，依倚道艺，以就其声价，非所能通物方，弘时务也。”《北史》〈卷五十·高道穆傳〉：“道穆以字行於世，學涉經史，所交皆名流俊士。”而「名士」本是泛指高尚、有名望的人士，不一定是達官貴人，可以是不在官位的人，例如魏晉時代那些倜儻而不務小節的清談之士，一部《世說新語》便記載大量名士。王恭就曾挖苦說︰“名士不必須奇才，但使常得無事，痛飲酒，熟讀《離騷》，便可稱名士。”袁宏道在《与潘景升》中说：“世人但有殊癖，终身不易，便是名士。如和靖之梅、元章之石，使有一物易其所好，便不成家。纵使易之，亦未必有补于品格也。”

## 現況
不過時至今日，「名流」更多時候就是指活躍於上流社會社交界的有錢人、達官貴人，或純粹只是出名、有名氣的人，如作家學者、藝術表演家與舞蹈家、超級名模、运动员、教育家、音樂作曲家、科學發明家、企業家或享有歷史文化世家之譽的家庭成員。

## 外部連結
- 维基语录上有关Fame的语录
- 维基共享资源上的相關多媒體資源：名流